# Roger Milla
Albert Roger Mooh Miller (născut 20 mai 1952, Yaoundé Camerun) mai bine cunoscut ca Roger Milla este un fost jucător camerunez de fotbal. A fost unul dintre primii jucători africani care au fost staruri la nivel internațional. A jucat la trei Campionate mondiale cu reprezentativa Camerunului. A devenit celebru când la vârsta de 38 de ani, o vârstă la care majoritatea jucătorilor s-au retras, el a înscris patru goluri la Campionatul Mondial din 1990 ajutând Camerunul să ajungă în sferturile de finală. A fost trecut de Pelé pe lista celor mai buni 125 de jucători în viață.